# ADN extracromosòmic

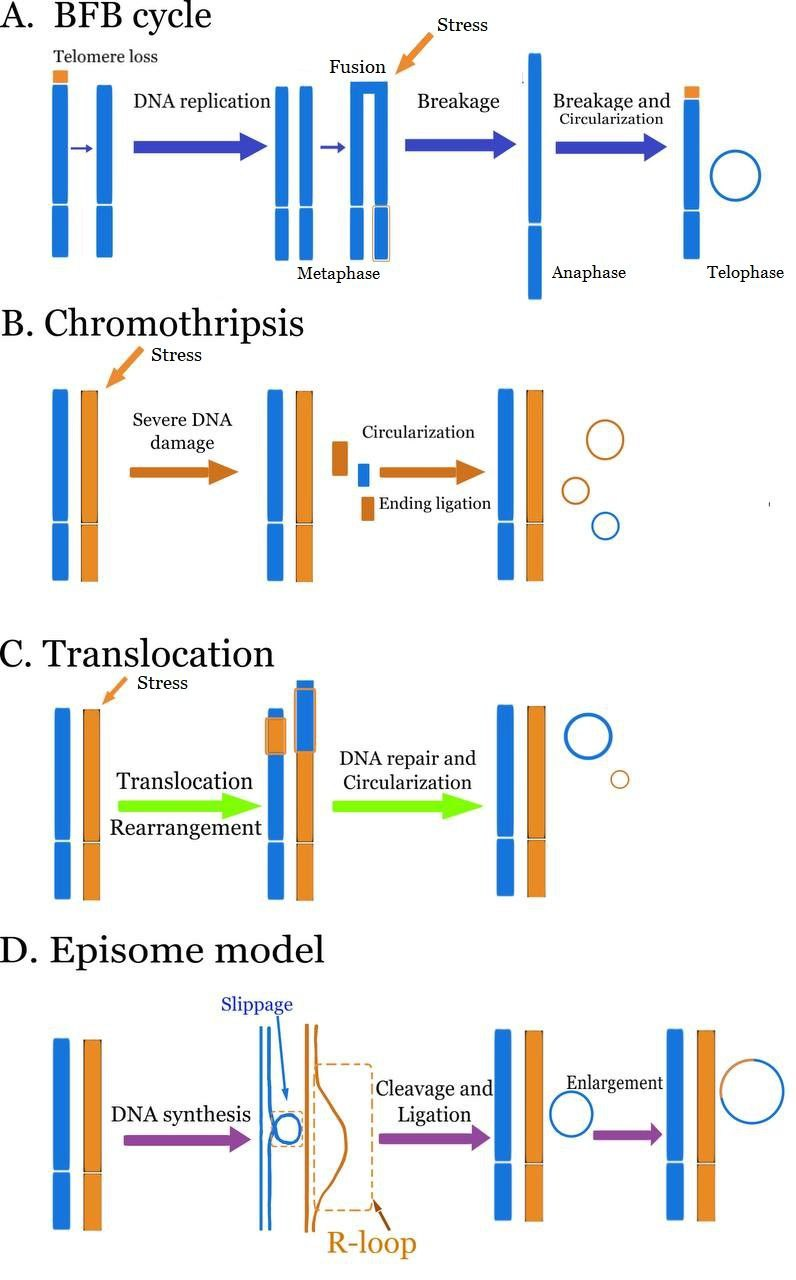
Aquesta imatge va ser creada per al projecte "Anàlisi comparada i perfils de seqüències d'ADN circular extracromosòmic (eccDNA) en els nuclis de cèl·lules tumorals humanes i els seus homòlegs normals per determinar la variabilitat del nombre de còpies de gens que codifiquen micro ARN importants en la tumorigènesi".

L'ADN extracromosòmic (abreujat ecDNA) és qualsevol ADN que es troba fora dels cromosomes, ja sigui dins o fora del nucli d'una cèl·lula. La majoria de l'ADN d'un genoma individual es troba en els cromosomes continguts al nucli. Existeixen múltiples formes d'ADN extracromosòmic i, tot i que algunes d'aquestes compleixen funcions biològiques importants, també poden tenir un paper en malalties com el càncer.
En els procariotes, l'ADN extracromosòmic no víric es troba principalment en els plasmidis, mentre que en els eucariotes l'ADN extracromosòmic es troba principalment en els orgànuls. L'ADN mitocondrial és la principal font d'aquest ADN extracromosòmic en eucariotes. El fet que aquest orgànul contingui el seu propi ADN recolza la hipòtesi que els mitocondris es van originar com a cèl·lules bacterianes engolides per cèl·lules eucariotes ancestrals. L'ADN extracromosòmic s'utilitza sovint en la investigació sobre la replicació perquè és fàcil d'identificar i aïllar.
Tot i que l'ADN circular extracromosòmic (eccDNA) es troba a les cèl·lules eucariotes normals, l'ADN extracromosòmic (ecDNA) és una entitat diferent que s'ha identificat als nuclis de les cèl·lules canceroses i s'ha demostrat que porta moltes còpies dels oncogens conductors. L'ecDNA es considera un mecanisme primari d'amplificació gènica, donant lloc a moltes còpies d'oncogens conductors i càncers molt agressius.
S'ha trobat que l'ADN extracromosòmic del citoplasma és estructuralment diferent de l'ADN nuclear. L'ADN citoplasmàtic està menys metilat que l'ADN que es troba dins del nucli. També es va confirmar que les seqüències d'ADN citoplasmàtic eren diferents de l'ADN nuclear en el mateix organisme, cosa que demostra que els ADN citoplasmàtics no són simplement fragments d'ADN nuclear. A les cèl·lules canceroses, s'ha demostrat que l'ecDNA està aïllat principalment al nucli (revisat a).